# Corporación Radiodifusora de Groenlandia
La Corporación Radiodifusora de Groenlandia (del groenlandés, Kalaallit Nunaata Radioa), también conocida por las siglas KNR, es la radiodifusora pública de Groenlandia. Se trata de una corporación dirigida por un consejo directivo independiente, nombrados por el parlamento groenlandés, que se financia a través de impuestos directos y publicidad.

## Historia
La KNR fue fundada en 1958 como la radio pública de Groenlandia, región autónoma de Dinamarca. Durante más de tres décadas fue la única emisora de radio disponible en ese territorio, con una programación en idioma groenlandés que incorporaba espacios de Danmarks Radio (DR).
En 1982 se puso en marcha el canal de televisión, en una situación similar: la parrilla constaba de informativos en groenlandés, boletines informativos y programas en danés cedidos por DR y TV2. Este sistema se mantuvo hasta que en 2013 los canales daneses se incorporaron a la TDT de Groenlandia. Desde entonces, la KNR emite sólo en groenlandés.
KNR es miembro asociado de la Unión Europea de Radiodifusión, y desde 1970 se retransmite el Festival de la Canción de Eurovisión con los comentarios de la Danmarks Radio.

## Servicios
- KNR Radio - emisora de radio generalista con programas en groenlandés y danés.
- KNR TV - canal de televisión en groenlandés con dos señales: una generalista (KNR 1) y otra auxiliar que solo emite en ocasiones especiales (KNR 2).